# Malabaila lignosus
Malabaila lignosus är en flockblommig växtart som beskrevs av Auct. Malabaila lignosus ingår i släktet Malabaila och familjen flockblommiga växter. Inga underarter finns listade i Catalogue of Life.